# Весёлая Гора (Донецкая область)
Весёлая Гора (укр. Весела Гора) — село в Новодонецкой поселковой общине Краматорского района Донецкой области Украины.

## Общие сведения
Население по переписи 2001 года составляло 652 человека. Почтовый индекс — 84042. Телефонный код — 6269.

## Персоналии
- Костенко, Валентин (1898—1927) — повстанец, организатор Вольного козачества в Бахмуте.

## Местная власть
85010, Донецкая область, Краматорский район, пгт Новодонецкое, ул. Московская, 3.